# Liolaemus occipitalis
Liolaemus occipitalis — вид ігуаноподібних ящірок родини Liolaemidae. Мешкає в Бразилії та Уругваї.

## Поширення і екологія
Liolaemus occipitalis мешкають у вузькій прибережній смузі на півдні Бразилії, в штатах Санта-Катаріна і Ріу-Гранді-ду-Сул, а також на сході Еквадору, в департаменті Роча. Вони живуть на прибережних піщаних дюнах, місцями порослих Panicum racemosum і Hydrocotyle bonariensis. Є всеїдними, відкладають яйця.

## Збереження
МСОП класифікує цей вид як вразливий. Liolaemus occipitalis загрожує знищення природного середовища.